# St. Ulrich und Sebastian (Insingen)

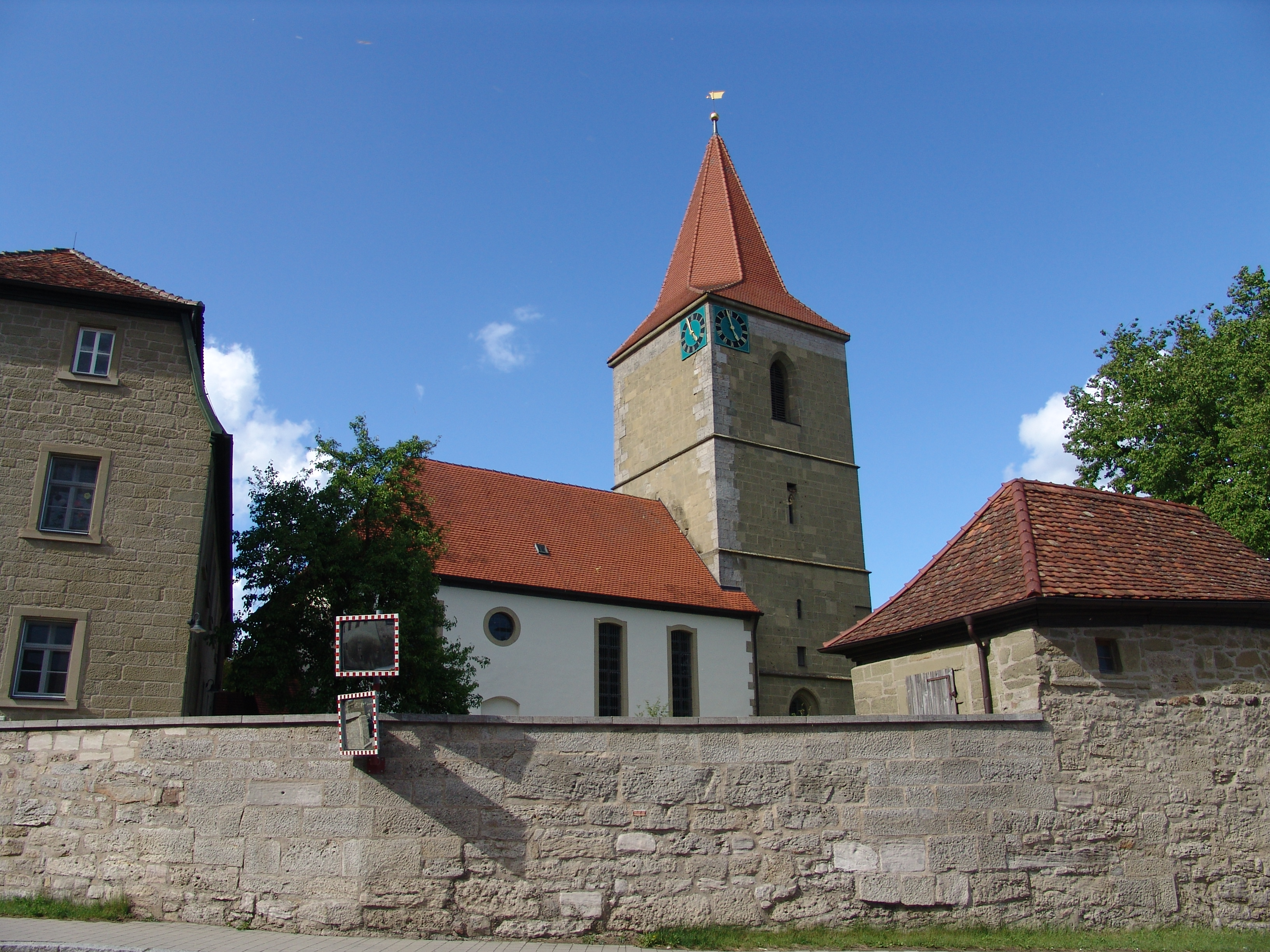
St. Ulrich und Sebastian in Insingen

Die evangelische, denkmalgeschützte Pfarrkirche St. Ulrich und Sebastian steht in Insingen, einer Gemeinde im Landkreis Ansbach (Mittelfranken, Bayern). Das Bauwerk ist unter der Denkmalnummer D-5-71-169-1 als Baudenkmal in der Bayerischen Denkmalliste eingetragen. Die Kirchengemeinde gehört zur Region Süd des Evangelisch-Lutherischen Dekanats Rothenburg ob der Tauber im Kirchenkreis Ansbach-Würzburg der Evangelisch-Lutherischen Kirche in Bayern.

## Beschreibung

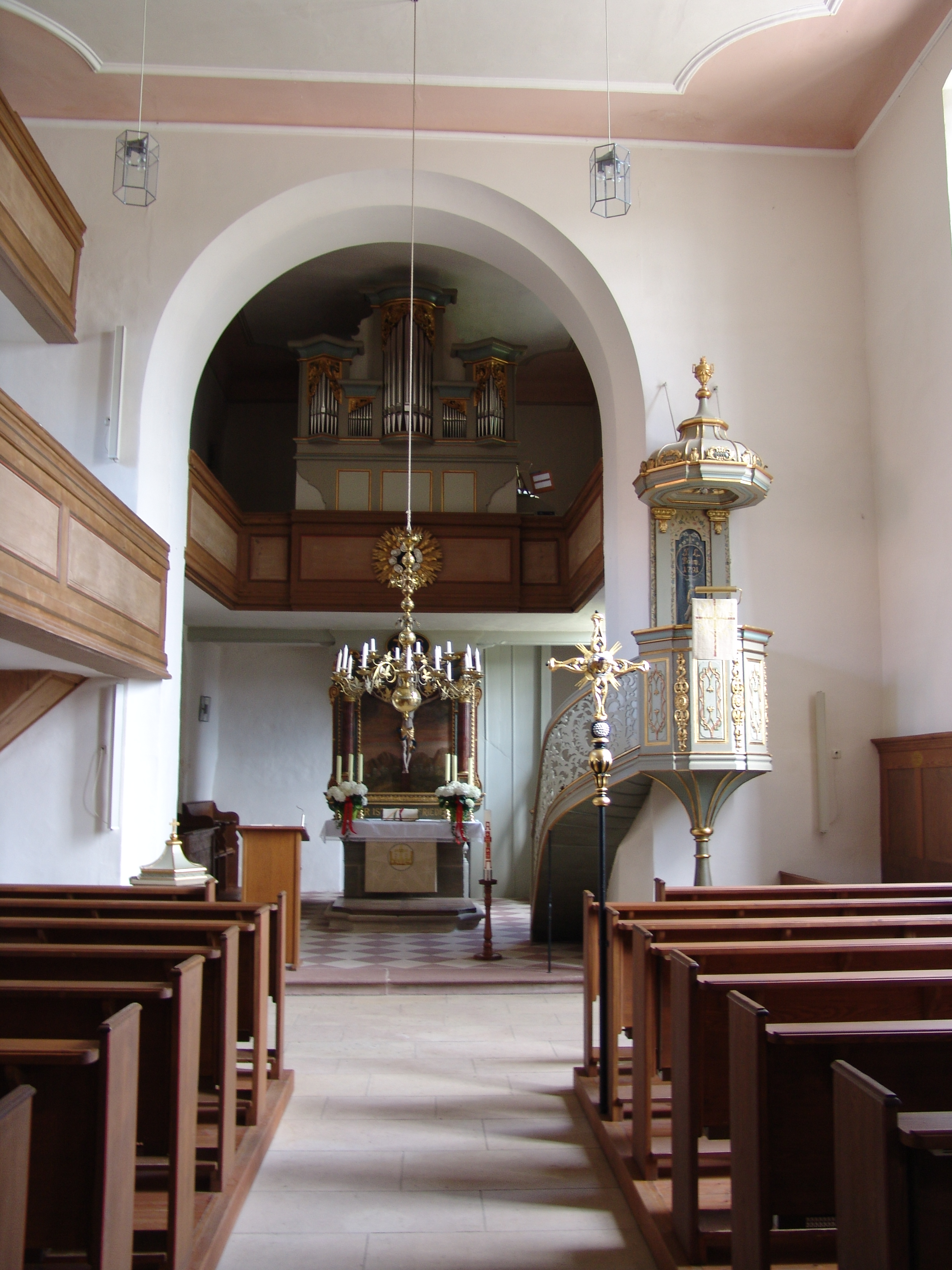
Langhaus mit Blick auf Altar und Orgel

Der Chorturm der Saalkirche wurde 1488/89 erbaut. Das Langhaus wurde 1790/91 neu gebaut. Der Entwurf im Markgrafenstil stammt von Johann David Steingruber. Von ihm stammt auch die Sakristei. Der Chor, d. h. das Erdgeschoss des Chorturms, wurde umgestaltet. Die Innenräume von Langhaus und Chor haben jeweils umlaufende Emporen und sind mit Flachdecken überspannt. Die Kirchenausstattung, wie der Altar und die Kanzel, stammen vom Ende des 18. Jahrhunderts. Der Chorturm ist durch Geschossgesimse in vier Geschosse geteilt, das oberste beherbergt die Turmuhr und den Glockenstuhl. Darauf sitzt ein achtseitiger Knickhelm.